# Hauts-Bassins
Hauts-Bassins är en administrativ region i västra Burkina Faso, med gräns mot Mali. Befolkningen uppgår till nästan 1,7 miljoner invånare. Den administrativa huvudorten är Bobo-Dioulasso, som med ungefär en halv miljon invånare är landets näst största stad.

## Administrativ indelning
Regionen är indelad i tre provinser:
- Houet
- Kénédougou
- Tuy

Dessa provinser är i sin tur indelade i sammanlagt 33 departement (dessa fungerar samtidigt som kommuner).